# イルカ (エンターテインメント企業)
株式会社イルカ（英: ILCA,Inc）は、コンシューマー等のゲーム開発やゲーム等リアルタイム技術を用いたCG映像制作などを主な事業とする日本のエンターテインメント企業。
社名のイルカ（ILCA）は「I LOVE COMPUTER ART」の頭文字に由来する。

## 歴史
2010年10月、ナムコ（後のバンダイナムコエンターテインメント、プランナー→『エースコンバット』シリーズなどのディレクター）を経てキャビアで『ドラッグオンドラグーン』などのプロデューサーを務めた岩崎拓矢により設立。
2022年7月1日、バンダイナムコエンターテインメントと共同で開発の新会社「バンダイナムコエイセス」を設立。代表取締役は岩﨑が務める。
2024年3月、株式会社ポケモンと共同で、ポケットモンスターシリーズに限定した開発チーム「ポケモンワークス」を設立し、11月にサイトを開設した。こちらも代表取締役は岩﨑が務める。

## 作品

### ゲーム
| 発売年 | 発売日   | タイトル                                                        | プラットフォーム                               | 備考 |
| ------ | -------- | --------------------------------------------------------------- | ---------------------------------------------- | --- |
| 2017年 | 2月23日  | ニーア オートマタ                                               | PlayStation 4                                  | 各種PV制作、ゲーム内アトラクト映像制作、プロデュース 開発元:スクウェア・エニックス、プラチナゲームズ 発売元:スクウェア・エニックス                                       |
| 2017年 | 6月6日   | SINoALICE -シノアリス-                                          | Android iOS                                    | 世界観設計、シナリオ制作、音楽制作、PV制作、その他監修 開発元:ポケラボ 発売元:スクウェア・エニックス、ポケラボ                                                           |
| 2017年 | 6月22日  | プロジェクト東京ドールズ                                        | Android iOS                                    | 2021年10月29日サービス終了 |
| 2017年 | 7月29日  | ドラゴンクエストXI 過ぎ去りし時を求めて                         | PlayStation 4                                  | グラフィック全般の開発協力 開発・発売元:スクウェア・エニックス |
| 2019年 | 1月17日  | エースコンバット7 スカイズ・アンノウン                          | PlayStation 4 Xbox One                         | シネマティクスシーン制作、エンバイロメント制作（共同制作：カラー） 開発元:バンダイナムコスタジオ 発売元:バンダイナムコエンターテインメント                               |
| 2019年 | 9月26日  | CODE VEIN                                                       | PlayStation 4 Xbox One Windows（Steam）        | ゲームグラフィック制作 開発元:バンダイナムコスタジオ、シフト 発売元:バンダイナムコエンターテインメント                                                                   |
| 2019年 | 9月27日  | ドラゴンクエストXI 過ぎ去りし時を求めて S                       | Nintendo Switch                                | グラフィック全般の開発協力 開発元:スクウェア・エニックス 発売元:スクウェア・エニックス                                                                                   |
| 2020年 | 2月12日  | Pokémon HOME                                                    | Nintendo Switch iOS Android                    | アプリ開発 開発元:ゲームフリーク、クリーチャーズ 発売元:ポケモン 販売元:任天堂                                                                                           |
| 2021年 | 2月18日  | ニーア リィンカーネーション                                     | Android iOS                                    | ムービー制作・監修、一部シナリオ製作、グラフィック制作・監修、モーションキャプチャー収録・監修、音声収録、ティザー動画制作 開発元:Applibot 発売元:スクウェア・エニックス |
| 2021年 | 4月22日  | ニーア レプリカント ver.1.22474487139...                        | PlayStation 4 Xbox One Windows（Steam）        | 音声収録、PV制作等 開発元:トイロジック 発売元:スクウェア・エニックス |
| 2021年 | 10月14日 | アイドルマスター スターリットシーズン                           | PlayStation 4 Windows（Steam）                 | 共同開発:バンダイナムコスタジオ 発売元:バンダイナムコエンターテインメント                                                                                                |
| 2021年 | 10月28日 | Voice of Cards ドラゴンの島                                     | PlayStation 4 Nintendo Switch Windows（Steam） | 音声収録、PV制作 |
| 2021年 | 11月19日 | ポケットモンスター ブリリアントダイヤモンド・シャイニングパール | Nintendo Switch                                | 発売元:ポケモン |
| 2022年 | 10月21日 | ユアマジェスティ                                                | Android iOS                                    | メインテーマ曲MV制作 開発・発売元:DONUTS 2023年10月9日サービス終了 |
| 2025年 | 3月26日  | アイドルマスター ツアーズ                                       | アーケード                                     | 発売元:バンダイナムコエクスペリエンス |

### その他
2010年
- 戦国鍋TV 〜なんとなく歴史が学べる映像〜（tvk、チバテレ、テレ玉、サンテレビ）

2011年
- 戦国男子（tvk、チバテレ、テレ玉、サンテレビ）
- 地獄の軍団（スクウェア・エニックス）
- GUILD01「クリムゾンシュラウド」（レベルファイブ）

2012年
- NEXT A-Class（メルセデス・ベンツ）
- ガンダムフロント東京 DOME-G

2013年
- ガンダムフロント東京 WALL-G
- おはなしのくにクラシック（NHK・Eテレ）
- 超速変形ジャイロゼッター アルバロスの翼（スクウェア・エニックスパッケージ用CG）
- 超速変形ジャイロゼッター（33話）
- Domino's App feat. 初音ミク（ドミノ・ピザ）
- 闇芝居（テレビ東京、2013年 - ）
- パンdeグータン（テレビ神奈川）
- 衝撃ゴウライガン!!（テレビ東京）
- 三菱自動車×ガールズ&パンツァー 自動車道 三菱流（三菱自動車）
- 実験刑事トトリ（NHK）

2014年
- JEWELINCLE じゅえりんくる〜12の妖精とふしぎな宝石箱〜（tvk）
- 絶狼-ZERO- -BLACK BLOOD-（東北新社）
- 風雲維新ダイ☆ショーグン（「ダイショーグン」製作委員会）
- RAY (BUMP OF CHICKENのアルバム)（BUMP OF CHICKEN PV）
- ガンプラRG（シリーズバンダイパッケージ用CG、2011年 - 2015年）
- 福家警部補の挨拶（フジテレビ）
- メルセデス・ベンツ・GLAクラス（メルセデス・ベンツTVCM）
- ラブライブ! 2nd Season（9話・12話・13話）
- お寿司戦隊シャリダー（タカラトミーアーツ）
- 実在性ミリオンアーサー（スクウェア・エニックス）

2015年
- ドアマイガーD（tvk、 KBS京都）
- ケイオスリングスIIIテーマソング用ムービー（スクウェア・エニックス）
- THE NEXT GENERATION -パトレイバー-（東北新社）
- ねた実そね美（TOHOシネマズ）
- ゴジラ-GODZILLA-（PlayStation 3）
- ラブライブ!The School Idol Movie
- 暗闇三太（九州朝日放送）
- こわぼん（九州朝日放送）

2016年
- 戦国鳥獣戯画〜甲〜（九州朝日放送）

2017年
- 戦国鳥獣戯画〜乙〜（九州朝日放送）
- 世界の闇図鑑（テレビ東京）

2020年
- 忍者コレクション（テレビ東京）
- 電音部（バンダイナムコエンターテインメント）

2022年
- KJファイル（テレビ東京、2022年 - 2023年）

## 事業所
東京本社
- 〒160-0022 東京都新宿区新宿5丁目15番5号 新宿三光町ビル7・8階

東新宿スタジオ
- 〒169-0072 東京都新宿区大久保1丁目7番18号 アサヒニューシティビル5・6階

名古屋スタジオ
- 〒460-0002 愛知県名古屋市中区丸の内3丁目17番13号 いちご丸の内ビル9階

京都スタジオ
- 〒604-0042 京都府京都市中京区押西洞院町612番地 アルテ御池3階

神戸スタジオ
- 〒650-0034 兵庫県神戸市中央区京町78 三宮京町ビル3A号室

ILCA,Inc. Taipei Branch
- 11 F, No. 122, SongJiang Rd., Taipei City 104, Taiwan

ILCA VIETNAM Co.,Ltd.
- 9F UST Tower, 638-639 Nguyen Tat Thanh, Xuan Ha, Thanh Khe, Da Nang, Vietnam

## 関連会社
- 株式会社オルカ
- 株式会社TOHO animation STUDIO
- 株式会社バンダイナムコエイセス
- 有限会社モナカ
- 株式会社ポケモンワークス